# Robert Dundas (2. wicehrabia Melville)
Robert Saunders Dundas, 2. wicehrabia Melville KT (ur. 14 marca 1771 w Edynburgu, zm. 10 czerwca 1851 w Melville Castle) – brytyjski arystokrata i polityk, członek stronnictwa torysów, minister w rządach księcia Portland, Spencera Percevala, lorda Liverpoola i księcia Wellington.
Był jedynym synem Henry’ego Dundasa, 1. wicehrabiego Melville, i Elizabeth. Wykształcenie odebrał w Royal High School w Edynburgu. W 1776 r. wyjechał w podróż po Europie i rozpoczął studia na Uniwersytecie w Getyndze. Po powrocie do Wielkiej Brytanii studiował jeszcze na Uniwersytecie Edynburskim oraz w Emmanuel College na Uniwersytecie Cambridge. W 1788 r. został powołany do korporacji Lincoln’s Inn. W 1794 r. został prywatnym sekretarzem swojego ojca i uzyskał mandat parlamentarny z okręgu Hastings. W 1796 r. zmienił okręg wyborczy na Rye. Od 1801 r. reprezentował okręg wyborczy Midlothian. 29 sierpnia 1796 r. poślubił Anne Saunders. Miał z nią czterech synów i dwie córki. Najstarszy syn, Henry, odziedziczył tytuł wicehrabiego Melville. Młodszy, Richard, został pierwszym lordem morskim.
W pierwszych latach swojej kariery parlamentarnej Dundas nie udzielał się aktywnie na forum Izby Gmin. Dopiero w 1805 i 1806 r. brał aktywny udział w debatach, kiedy jego ojciec został oskarżony w trybie impeachment. W 1807 r. został przewodniczącym Rady Kontroli. Z obawy aby Napoleon w sojuszu z Rosją nie zagroził brytyjskiemu panowaniu w Indiach, Dundas wysłał poselstwo do szacha Persji Fatha Alego Szaha Kadżara, jednak na jego dworze posłowie zastali już wysłanników Francji. Udało się natomiast Brytyjczykom zawrzeć sojusz z książętami Lahaur i Kabulu. Na rozkaz Dundasa zajęto portugalskie faktorie w Indiach i Chinach, holenderską kolonię na Jawie oraz francuskie wyspy Mauritius i Reunion.
Urzędowanie Dundasa na czele Rady Kontroli zostało na sześć miesięcy przerwane w 1809 r., kiedy to Dundas pełnił stanowisko Głównego Sekretarza Irlandii. W 1809 r. nowy premier, Spencer Perceval, chciał powołać Dundasa na stanowisko ministra wojny i kolonii, z miejscem w gabinecie. Zgody na to nie wyraził jednak ojciec Dundasa i Robert powrócił do Rady Kontroli, wciąż bez miejsca w gabinecie. Po śmierci ojca w 1811 r. odziedziczył tytuł 2. wicehrabiego Melville i zasiadł w Izbie Lordów. W 1812 r. nowy premier, lord Liverpool, mianował Melville’a pierwszym lordem Admiralicji.
Głównym zadaniem Melville’a na tym stanowisku było utrzymanie brytyjskiego panowania na morzach, jakie Wielka Brytania uzyskała po zwycięstwie pod Trafalgarem. Wraz z zakończeniem wojen napoleońskich Melville starał się zapobiec znacznej redukcji floty i obniżenia wydatków na marynarkę. Dążył również do unowocześnienia Royal Navy. W latach 20. zamówił nowe, większe typy okrętów wojennych. W tym czasie został mianowany gubernatorem Banku Szkocji oraz kanclerzem Uniwersytetu St Andrews (1814). W 1821 r. został kawalerem Orderu Ostu. Od 1811 r. był także lordem strażnikiem Tajnej Pieczęci Szkocji.
Melville pozostał na stanowisku pierwszego lorda do 1827 r., kiedy Liverpoola na stanowisku premiera zastąpił George Canning. Kiedy premierem został w 1828 r. książę Wellington, Melville po raz trzeci stanął na czele Rady Kontroli. Rychło jednak powrócił na stanowisko pierwszego lorda Admiralicji. Utracił to stanowisko w 1830 r. W 1845 r. został przewodniczącym królewskiej komisji ds. reform szkockich praw ubogich. Zmarł w 1851 r.
Na jego cześć nazwano cieśninę.